# Portas da Cilícia
O passo de Gülek, conhecido também como Portas da Cilícia ou Porta de Ferro (em turco:  Gülek Boğazı), é um passo através dos montes Tauro e que liga as baixas planícies da Cilícia até ao planalto da Anatólia através de um estreito desfiladeiro do rio Gökoluk. Sua altitude máxima é de aproximadamente 1050 metros.
As Portas foram, por milênios, uma passagem comercial e militar essencial na região. No início do século XX, uma ferrovia de bitola estreita foi construída na passagem e atualmente a rodovia Tarso-Ancara (E90, O-21) passa por ali.
A entrada meridional das Portas da Cilícia está aproximadamente 44 km a norte de Tarso, e a setentrional leva até à Capadócia.

## História
Yumuktepe (atual Mersin), que guarda o lado da passagem em Adana, com 23 camadas de ocupação, é um dos povoados fortificados mais antigos do mundo, com origens que remontam a 4 500 a.C. O caminho antigo era uma caminho para caravana de mulas e não para veículos a roda. Na história, os hititas, gregos, Alexandre, o Grande, romanos, mongóis e os cruzados se utilizaram do passo em suas campanhas. A Bíblia afirma que Paulo de Tarso e Silas passaram por ali em suas viagens pela Síria e a Cilícia. A Epístola aos Gálatas cita as cidades de Derbe, Listra e Icônio como cidades visitadas por Paulo em sua primeira viagem missionária (Atos 14; Gálatas 1).
A distância entre o platô anatólico e a planície ciliciana é de aproximadamente 110 km, uma viagem de aproximadamente cinco dias nos tempos antigos. Paulo, segundo Bíblia, fala de "perigos" em "rios" e "ladrões" (2 Coríntios 11:26), o que pode explicar por que, em 4 500 a.C., na entrada meridional do passo foi construída uma das primeiras fortalezas existentes (e que se tornaria Mersin). O exército dos "Dez Mil"; Alexandre, o Grande, antes da Batalha de Isso; Paulo a caminho da Galácia e parte do exército da Primeira Cruzada, todos passaram pelo local, onde também se encontrava a fortaleza medieval de Baberon (ou Barbaron), construída pelo Reino Armênio da Cilícia.
Os engenheiros alemães que dirigiram a construção da ferrovia que liga o Terminal Haydarpaşa, em Istambul, a Bagdá (a "Ferrovia Berlim-Bagdá") não seguiram o inclinado, estreito e sinuoso caminho antigo através do passo. Em vez disso, foi construída uma série de viadutos e túneis que estão entre as maravilhas da engenharia ferroviária. A linha foi aberta em 1918 e foi utilizada para levar tropas e suprimentos militares otomanos para a frente da Mesopotâmia durante a Primeira Guerra Mundial.